# Лез-Аджо
Лез-Аджо́ (фр. Les Adjots) — коммуна во Франции, находится в регионе Пуату — Шаранта. Департамент — Шаранта. Входит в состав кантона Рюффек. Округ коммуны — Конфолан.
Код INSEE коммуны — 16002.
Коммуна расположена приблизительно в 350 км к юго-западу от Парижа, в 60 км южнее Пуатье, в 50 км к северу от Ангулема.

## Население
Население коммуны на 2010 год составляло 492 человека.
| 1962 | 1968 | 1975 | 1982 | 1990 | 1999 | 2010 |
| ---- | ---- | ---- | ---- | ---- | ---- | ---- |
| 513  | 488  | 515  | 453  | 448  | 390  | 492  |

## Администрация
| Период | Период | Фамилия        | Партия | Примечания |
| ------ | ------ | -------------- | ------ | ---------- |
| 1995   | 2008   | Жозетта Пактон |        |            |
| 2008   | 2014   | Франсис Гримо  |        |            |

## Экономика
В 2007 году среди 255 человек в трудоспособном возрасте (15—64 лет) 169 были экономически активными, 86 — неактивными (показатель активности — 66,3 %, в 1999 году было 66,2 %). Из 169 активных работали 151 человек (83 мужчины и 68 женщин), безработных было 18 (8 мужчин и 10 женщин). Среди 86 неактивных 16 человек были учениками или студентами, 30 — пенсионерами, 40 были неактивными по другим причинам.

## Фотогалерея
- Церковь
- Зал для проведения торжеств
- Стадион